# Kniha přežití
Kniha přežití (v anglickém originále The Book of Eli) je postapokalyptický sci-fi film z roku 2010. Film režírovali Albert Hughes a Allen Hughes. Hlavní roli zde ztvárnil Denzel Washington. Film se odehrává v roce 2044.

## Děj
Konkrétním místem děje je Amerika, přibližně třicet let po třetí světové válce. Země je sežehlá a vyprahlá, města jsou opuštěná. Civilizace téměř zanikla, zbyla jen hrstka lidí. Na světě neplatí zákony, lidé se zabíjejí kvůli trošce vody, soustu jídla či šamponu.
Na zemi vládnou zbraněmi gangy, které přepadávají a okrádají přeživší. Despotický šéf jednoho takového gangu pátrá po knize, která má podle pověsti velikou moc. Věří, že s její pomocí bude vládnout všemu a všem. Těsně po válce všechny exempláře knihy – až na jeden – byly spáleny, protože lidé věřili, že právě ona byla příčinou války.
Poslední exemplář oné knihy má u sebe poutník Eli, který na sebe přijal úkol přinést ji na Západ. Ačkoli ji nakonec despotický šéf gangu získal, nebyla mu k ničemu, protože byla napsána Braillovým písmem, které neovládal. Poutník Eli toto písmo znal a za třicet let putování se celou knihu naučil nazpaměť. A tak, když se dostal na Západ, do cíle svého putování, jímž byl "archiv civilizace" na Alcatrazu, byl schopen celou knihu – Bibli krále Jakuba (The King James Bible) slovo od slova nadiktovat a svůj úkol dokončit. Poté na místě skonal. Díky němu však byla Bible znovu vytištěna.